# Biblioteca Nacional de Turín
La Biblioteca Nazionale Universitaria de Turín es una biblioteca pública universitaria italiana. Declarada biblioteca Nacional en 1873, junto a otras 47 bibliotecas italianas, tiene su sede en la plaza Carlo Alberto de Turín y depende del Ministerio de Bienes y Actividades Culturales y de Turismo, por lo que participa del Servicio bibliotecario nacional (SBN).

## Historia
Sus orígenes se remontan a 1720, cuando Víctor Amadeo II de Saboya creó la Real Biblioteca de la Universidad, fruto de la unión de la colección de la biblioteca de la Universidad de Turín y el fondo del duque de Saboya. Entre los siglos XVIII y XIX, para apoyar las actividades científicas promovidas por la dinastía Saboya, la biblioteca recibió muchos legados e hizo adquisiciones, entre ellas, en 1824, uno de los manuscritos del scriptorium de la abadía de Columbano, en Bobbio.
Declarada biblioteca nacional en 1873, para alojar 250.000 volúmenes, 4.200 manuscritos y 1.000 incunables. El 26 de enero de 1904 un incendio destruyó la mitad de los manuscritos -algunos de extrema rareza y valor- y más de 30.000 volúmenes. Los efectos del bombardeo de 1942 dañaron parte de los libros impresos almacenados en la biblioteca. La nueva sede fue construida en los antiguos establos del Palacio Carignano en la plaza Carlo Alberto. En 1958, después de un concurso público, el diseño y supervisión de las obras fue encomendado a los arquitectos Massimo Amodei, Pasquale Carbonara, Italo Insolera, Aldo Livadiotti y Antonio Quistelli, preservando la fachada de los establos, que había permanecido intacta, y construyendo el resto del edificio.

## Patrimonio

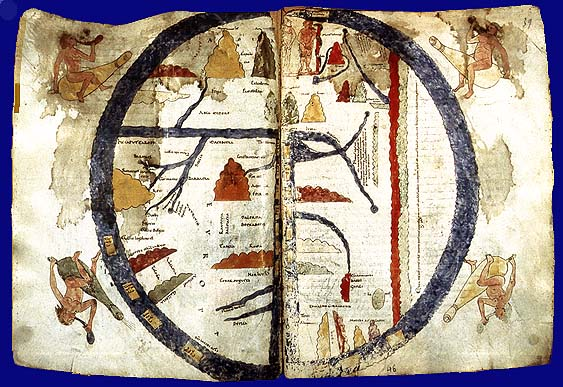
Mapamundi del Beatus de Turín, del siglo.

En 2011 la Biblioteca Nacional de Turín tenía 763.833 volúmenes impresos, 2.095 publicaciones periódicas, 4.554 manuscritos, 1.603 incunables y 10.063 del XVI .  Entre los manuscritos se encuentran rara avis como una colección de canciones españolas llamada Cancionero de Turín o el Beatus de Turín, copiado en Barcelona a partir del códice denominado Beato de Gerona. 